# مهره نگریال
مهره نگریال (به انگلیسی: Mohra Nagrial) یک شهر در پاکستان است که در اسلام‌آباد واقع شده‌است. مهره نگریال ۴۸۹ متر بالاتر از سطح دریا واقع شده‌است.